# Osteuropa (Zeitschrift)
Osteuropa ist eine im Berliner Wissenschafts-Verlag monatlich erscheinende Zeitschrift, die aktuelle Entwicklungen in Politik und Kultur Osteuropas interdisziplinär analysiert. Sie erscheint im Paperback-Format.

## Geschichte und Inhalt

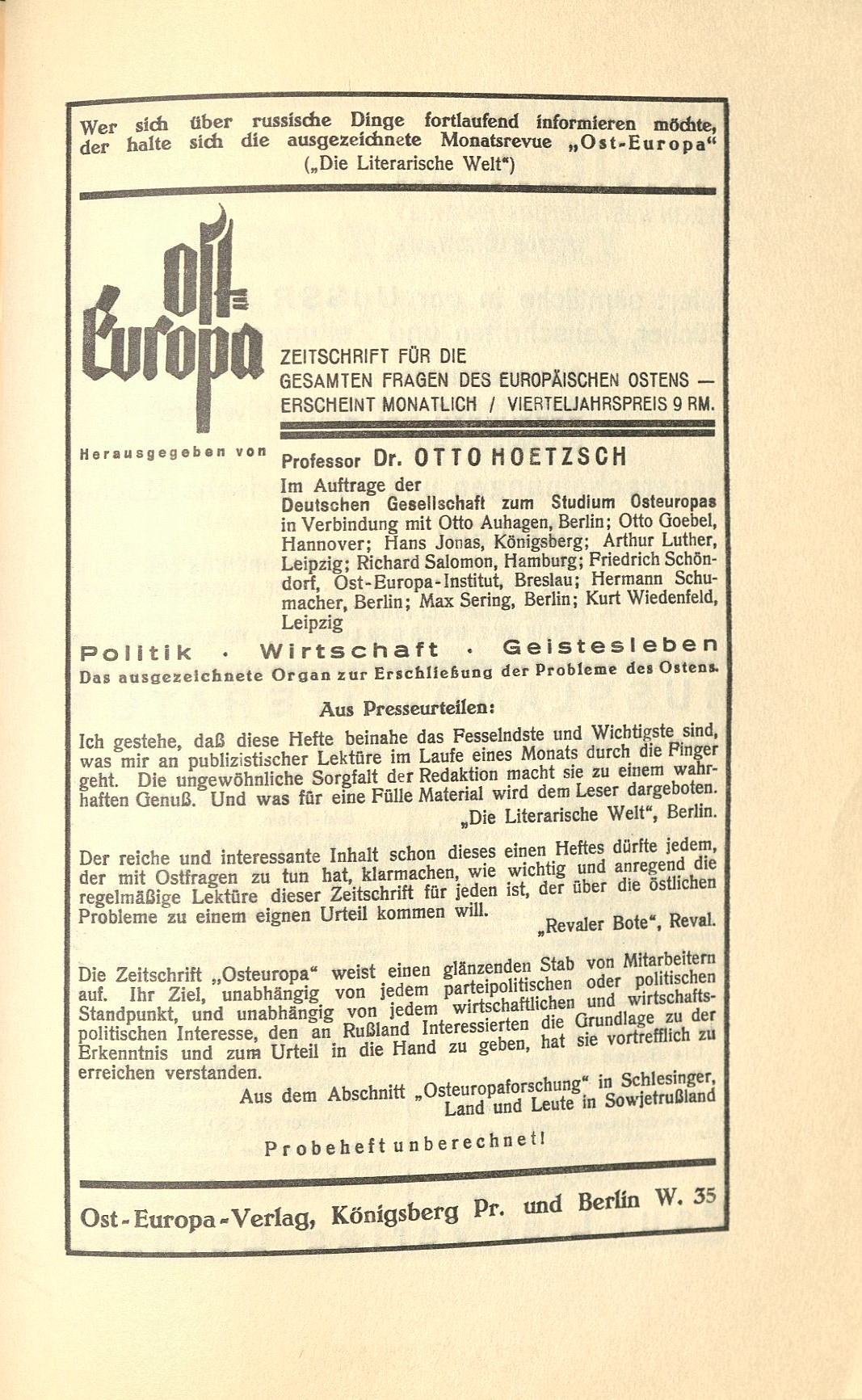
Anzeige (1933)

Die Zeitschrift wurde 1925 in Berlin von Otto Hoetzsch gegründet. 1939 wurde sie mit dem Überfall auf Polen eingestellt und 1951 wiedergegründet. Von 1951 bis 1975 wurde die Zeitschrift von Klaus Mehnert geleitet, danach bis 2002 von Alexander Steininger, seither von Manfred Sapper. Weitere Redakteure sind Volker Weichsel, Margrit Breuer, Olga Radetzkaja, Andrea Huterer und Ansgar Gilster. Der Sitz der Redaktion war von 1925 bis 1939 in Berlin und von 1951 bis 2003 in Aachen. 2003 kehrte die Redaktion nach Berlin zurück.
Herausgeber ist die Deutsche Gesellschaft für Osteuropakunde (DGO), die auch die Zeitschrift Osteuropa-Recht herausgibt. Osteuropa bezeichnet sich als „interdisziplinäre Monatszeitschrift zur Analyse von Politik, Wirtschaft, Gesellschaft, Kultur und Zeitgeschichte in Osteuropa, Ostmitteleuropa und Südosteuropa“.
Die Zeitschrift veröffentlicht neben den regulären Heften auf Deutsch auch Artikel auf Englisch, Russisch, Ukrainisch und in anderen Sprachen Osteuropas.

## Auszeichnungen
- 2022: Karl-Wilhelm-Fricke-Preis (Sonderpreis)[3]